# Джума (громада)
Джу́ма (англ. Juma) — традиційна громада у складі дистрикту Муландже Південного регіону Малаві.
Населення — 109821 особа (2018).